# Pistolet Erma EP-882
Erma EP-882 – niemiecki pistolet samopowtarzalny. EP-882 był produkowany od 1968 roku. Pomimo odmiennej budowy wewnętrznej wygląd zewnętrzny tego pistoletu był zbliżony do Walthera P 38, a rozmieszczenie dźwigni jest identyczne. Erma EP-882 była bronią służącą do rekreacyjnego strzelania, mogła też służyć jako bron treningowa dla użytkowników P 38. Poza wersją standardową produkowano pistolet EP-882S z lufą długości 152 mm i nastawnymi przyrządami celowniczymi.

## Opis
Erma EP-882 była bronią samopowtarzalną. Zasada działania oparta na odrzucie zamka swobodnego. Mechanizm spustowy z samonapinaniem, z kurkowym mechanizmem uderzeniowym. Pistolet posiada bezpiecznik manualny którego skrzydełko znajduje się po lewej stronie zamka
EP-882 był zasilany z wymiennego, jednorzędowego magazynka pudełkowego o pojemności 8 naboi, umieszczonego w chwycie. Zatrzask magazynka był umieszczony u spodu chwytu. Po wystrzeleniu ostatniego naboju z magazynka zamek zatrzymywał się w tylnym położeniu.
Lufa gwintowana.
Przyrządy celownicze stałe (muszka i szczerbinka). Pistolet wykonany jest ze stali.